# Horka u Staré Paky
Horka u Staré Paky település Csehországban, Semilyi járásban. Horka u Staré Paky Bukovina u Čisté, Čistá u Horek, Studenec, Levínská Olešnice és Vidochov településekkel határos. Lakosainak száma 238 fő (2024. január 1.).

## Népesség
A település lakosságának változását az alábbi diagram mutatja:
| Lakosok száma | 449  | 324  | 477  | 324  | 296  | 255  | 247  | 249  | 230  | 238  |
|               | 1869 | 1890 | 1921 | 1950 | 1980 | 2001 | 2017 | 2019 | 2022 | 2024 |